# Juan Viscardi
Juan Viscardi (1º ottobre 1988) è un giocatore di football americano svizzero che gioca nel ruolo di wide receiver per i Lugano Rebels.